# Мощоб
Мощоб — село в Чародинском районе Дагестана. Входит в состав муниципального образования сельсовет Цурибский.

## География
Село Мощоб расположено в 9 км к юго-западу от села Цуриб.

## Население
| 1888 | 1895 | 1926 | 1939 | 1970 | 1989 | 2002 |
| ---- | ---- | ---- | ---- | ---- | ---- | ---- |
| 138  | ↗155 | ↗175 | ↗198 | ↘98  | ↘38  | ↘36  |
| 2010 | 2021 |      |      |      |      |      |
| ↘26  | ↗41  |      |      |      |      |      |

## Известные люди
- Магомед Омаров — художник[11], мастер по керамике[12].